# IBM i

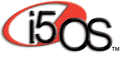
Логотип i5/OS

IBM i — операційна система для комп'ютерів серії IBM Power Systems і IBM PureSystems.  Початково була відома як OS/400 і призначалася для комп'ютерів AS/400 (1988 рік), пізніше перейменована на i5/OS, і у 2008 році, разом з представленням IBM Power Systems — на IBM i.
Станом на 2018 рік є однією з підтримуваних IBM операційних систем на платформі Power Systems, разом AIX і Linux. На IBM PureSystems, крім IBM i, запускаються також AIX, Linux  і Windows.

## Історія
Основними замовниками AS/400 були користувачі більш ранніх систем IBM System/36 і IBM System/38. Операційна система OS/400 (і її наступники i5/OS та IBM i) мала вбудовані підсистеми, що забезпечували зворотну сумісність з попередніми системами 36 і 38. Програми для IBM i, як і у System/38, містять як двійковий код, незалежний від процесора (так званий «віртуальний» код), так і машинний код, що безпосередньо виконується процесором. Компілятори для IBM i генерують незалежний код, операційна система автоматично транслює цей код у машинні коди — це відбувається повністю прозоро, без втручання оператора чи програміста. Ефектом цієї архітектури є можливість запуску існуючих програм на новому обладнанні: єдине, що помічає користувач у такому випадку — трохи повільніший перший запуск програм (коли відбувається трансляція у машинний код).

## Версії
| Версія                                                               | Дата випуску | Кінець підтримки |
| -------------------------------------------------------------------- | ------------ | ---------------- |
| V5R4                                                                 | 2006-02-14   | 2013-09-30       |
| 6.1                                                                  | 2008-03-21   | 2015-09-30       |
| 7.1                                                                  | 2010-04-23   | 2018-04-30       |
| 7.2                                                                  | 2014-05-02   | Н/Д              |
| 7.3                                                                  | 2016-04-15   | Н/Д              |
| Легенда:Стара версіяСтара версія, все ще підтримуєтьсяОстання версія |              |                  |